# Koppányi Dávid
Koppányi Dávid, születési és 1884-ig használt nevén Kohn Dávid (Páka, 1859. március 14. – Budapest, 1938. augusztus 22.) ügyvéd, jogász.

## Élete
Kohn Lajos és Deutsch Anna fiaként született. A középiskola első négy osztályát 1871 és 1875 között a Keszthelyi Római Katolikus Algimnáziumban, a felsőbbeket (1875–1879) a Soproni Líceumban végezte. A Budapesti Királyi Magyar Tudományegyetem Jogtudományi Karán avatták jogi doktorrá. 1889 júniusában nyert ügyvédi oklevelet. Oklevelének megszerzése után Gyöngyösön praktizált; 1889-ben nyitotta meg ügyvédi irodáját. 1918-ban önkéntes lemondása folytán törölték az ügyvédek névjegyzékéből. Az 1910-es évek végétől Budapesten élt. Halálát szívgyengeség, dülmirigyrák okozta.
Tagja volt a gyöngyösi status quo ante zsidó hitközség iskolaszékének. 1929-től 1936-ig a Budai Izraelita Hitközség Baracs Károly Elemi Iskolája Tanügyi Bizottságának elnöke volt. 
A Kozma utcai izraelita temetőben nyugszik.

### Családja
1890. július 1-jén Gyöngyösön nőül vette Mandl Saroltát.
Második felesége Heller Gizella (1872–1944) volt, Heller József kereskedő és Lindner Terézia lánya. Fiuk Koppányi Tivadar (1901–1985) biológus, farmakológus, egyetemi tanár.